# André Spénard
Pour les articles homonymes, voir Spénard.
André Spénard, né le 13 mars 1950 à Thetford Mines et mort le 14 octobre 2022 à Québec, est un homme politique québécois. 
Il a été député caquiste à l'Assemblée nationale du Québec. Il représente la circonscription de Beauce-Nord de l'élection générale québécoise de 2012 jusqu'à celle de 2018. Il a été le porte-parole du deuxième groupe d’opposition en matière d’affaires municipales.

## Biographie
André Spénard étudie à l'Université Laval en orientation scolaire et professionnelle avant de travailler comme conseiller en orientation scolaire et professionnelle à la polyvalente de La Sarre puis à la Commission scolaire de Sept-Îles. Il commence ensuite une longue carrière dans les entreprises adaptées. Il devient le directeur général de l’entreprise adaptée L’Atelier de réadaptation au travail de Beauce inc. à Saint-Joseph-de-Beauce, un mandant qu'il occupera pendant plus de 30 ans. Ensuite, il a aussi été directeur général de l’entreprise adaptée CSTB inc. à Saint-Georges et de l’entreprise adaptée Hichaud inc. à Québec.
André Spénard meurt le 14 octobre 2022, à l'âge de 72 ans, des suites d'un cancer du mélanome qu'il combattait depuis plusieurs années.

### Vie politique
La vie politique et communautaire d'André Spénard commence alors qu'il devient maire de Saint-Joseph-de-Beauce en 1996. En 2001, il devient le préfet suppléant de la municipalité régionale de comté Robert-Cliche jusqu'à la fin de son mandat en 2005. Subséquemment, il deviendra membre de plusieurs conseils d'administration tel qu'Habitations du Moulin inc, du Centre local de développement Robert-Cliche, de Places aux jeunes en région, du Musée Marius-Barbeau et du Centre de santé et de services sociaux (CSSS) de Beauce-Etchemin.
Lors de l'Élection générale québécoise de 2012, il se présente sous la bannière de la Coalition avenir Québec dans la circonscription de Beauce-Nord qui était auparavant représentée par le caquiste Janvier Grondin. André Spénard remporte facilement l'élection avec une majorité écrasante de 10 156 voix et 57,34 % du vote. Son plus proche adversaire, du Parti libéral du Québec, n'ayant obtenu que le quart de la faveur populaire.
Puis, lors de l'Élection générale québécoise de 2014, il cherche à se faire ré-élire dans la même circonscription. Il gagne facilement l'élection avec une majorité de 4 226 voix et 50,89 % du vote, toujours devant un candidat du Parti libéral du Québec.

## Fonctions parlementaires

### 40elégislature
André Spénard est le porte-parole du deuxième groupe d’opposition en matière d’affaires municipales à partir du 21 septembre 2012. Subséquemment, il devient membre de la Commission de l'aménagement du territoire. Il gardera ces fonctions jusqu'au déclenchement des élections.

### 41elégislature
Pendant un an et demi, André Spénard a été le porte-parole du deuxième groupe d'opposition pour les petites et moyennes entreprises, d'allègement réglementaire et de développement économique régional. 
Depuis l'automne 2015, il assure la responsabilité de porte-parole de la CAQ en matière de Sécurité publique.
En avril 2014, André Spénard est aussi devenu membre de la Délégation de l'Assemblée nationale pour les relations avec les États-Unis, de la Délégation de l’Assemblée nationale pour les relations avec la Catalogne, de la Délégation de l’Assemblée nationale pour les relations avec les institutions européennes et de la Délégation de l’Assemblée nationale pour les relations avec le Maroc. Il a été Membre de la Commission de l'aménagement du territoire du 2 juin 2014 au 16 septembre 2014, avant de devenir Vice-président de la Commission des finances publiques